# Christer Flodin
Bengt John Christer Flodin, född 1 september 1948 i Stockholm, död 16 mars 2018 i Stockholm, var en svensk skådespelare.
Christer Flodin är begravd på Ås kyrkogård på Öland.

## Filmografi
- 1990 – Skyddsängeln
- 1990 – Ett äktenskap i kris (TV-serie)
- 1994 – Stockholm Marathon
- 1995 – Anmäld försvunnen (TV-serie)
- 1996 – Jerusalem
- 1997 – Skilda världar (TV-serie)
- 1997 – Skärgårdsdoktorn (TV-serie)
- 2002 – Beck – Enslingen
- 2002 – Taurus (TV-serie)
- 2003 – Lillebror på tjuvjakt

## Teater

### Roller (ej komplett)
| År   | Roll | Produktion                                      | Regi             | Teater              |
| ---- | ---- | ----------------------------------------------- | ---------------- | ------------------- |
| 1983 |      | Lysistrate (Λυσιστράτη, Lysistrátē) Aristofanes | Judith Hollander | Fredstältet, Gärdet |